# Campeonato de Wimbledon 1880
La edición 4.º del Campeonato de Wimbledon se celebró entre el 5 de julio y el 15 de julio de 1880 en las pistas del All England Lawn Tennis and Croquet Club de Wimbledon, Londres, Inglaterra.
El cuadro individual masculino lo iniciaron 30 jugadores.

## Hechos destacados
En la competición individual masculina se impuso el británico John Hartley logrando el segundo título que obtendría en el torneo al imponerse en la final al británico Herbert Lawford.

## Palmarés
| Seniors              | Vencedor     | Resultado          | Finalista       | Finalista |
| -------------------- | ------------ | ------------------ | --------------- | --------- |
| Individual masculino | John Hartley | 6–3, 6–2, 2–6, 6–3 | Herbert Lawford |           |

## Cuadros Finales

### Torneo individual masculino
| Predecesor: 1879 | Campeonato de Wimbledon 1880 | Sucesor: 1881 |
| Predecesor: -    | Grand Slam 1880              | Sucesor: -    |

- Datos: Q2296326